# Gennadius II van Constantinopel

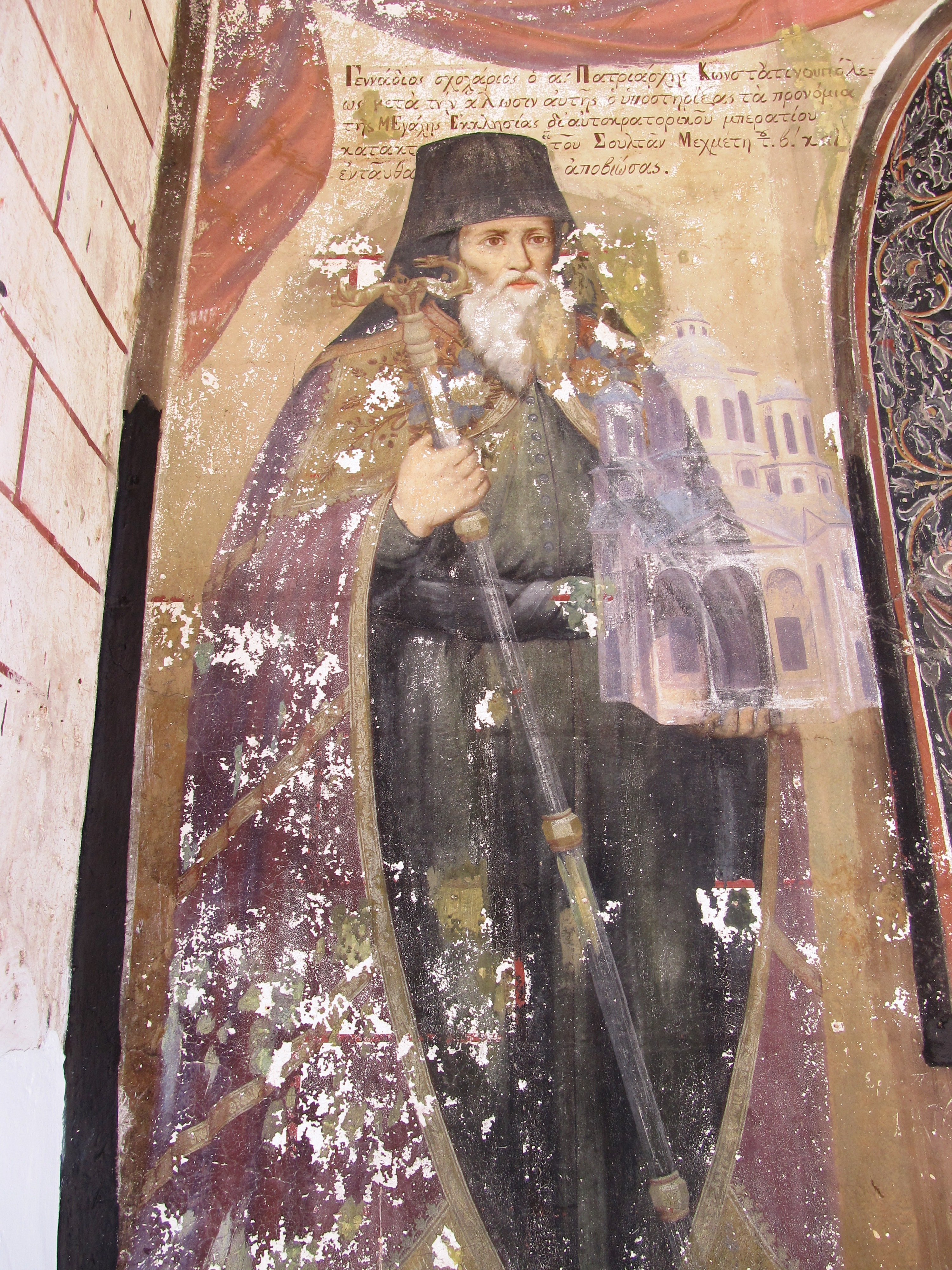
Gennadius II van Constantinopel

Gennadius II (Grieks: Γεννάδιος Β') (Constantinopel, tussen 1398 en 1405 - 1473) was patriarch van Constantinopel van 1454 tot 1456, in 1462 en in 1464.
Patriarch Gennadius II werd omstreeks 1405 geboren als Georgios Kourtesios Scholarios (Grieks: Γεώργιος Κουρτέσιος Σχολάριος). Hij was de eerste oecumenische patriarch onder Ottomaanse heerschappij. In zijn tijd gold Gennadius II als een toonaangevend theoloog en polemist. Hij was een expert in de westerse filosofie en theologie. Bij zijn collega's stond hij daarom bekend als "de latinist". Tijdens zijn leven becommentarieerde hij talloze aristotelische en neoplatonische teksten.
Zijn gedachtenis wordt door de Orthodoxe Kerk gevierd op 20 november of 25 augustus.